# پرکسیتلیز ۵۹۸۳
سیارک ۵۹۸۳ (به انگلیسی: 5983 Praxiteles، نامگذاری:2285T-2) پنج هزار و نهصد و هشتاد و سومین سیارک کشف شده‌است که در ۲۹ سپتامبر ۱۹۷۳ کشف شد.
قدر مطلق سیارک برابر ۱۳٫۳۰ است.